# Marie-Anne Chazel
Marie-Anne Chazel, nata Marie-Anne France Jacqueline Chazel (Gap, 19 settembre 1951), è un'attrice e sceneggiatrice francese.

## Biografia
Figlia d'arte, sua madre era l'attrice Louba Guertchikoff.
Nel 1967 inizia a studiare presso il Pasteur College, al fianco di Michel Blanc, Gérard Jugnot, Thierry Lhermitte e Christian Clavier. Insieme a loro forma nel 1974 una compagnia teatrale di nome Le Splendid, cui si unisce Josiane Balasko.
Raggiunge la popolarità con il personaggio di Gigi nel film Les bronzés (1978), diretto da Patrice Leconte. Un altro suo ruolo di successo è quello di Ginette ne I visitatori (1993) per la regia di Jean-Marie Poiré.
Dal 1976 al 2001 è stata sposata con il collega Christian Clavier, dalla cui unione nel 1983 è nata Margot Clavier.

## Filmografia parziale

### Cinema
- L'ala o la coscia? (L'aile ou la cuisse), regia di Claude Zidi (1976)
- Vous n'aurez pas l'Alsace et la Lorraine, regia di Coluche (1977)
- Les bronzés, regia di Patrice Leconte (1978)
- Baci da Parigi (French Postcards), regia di Willard Huyck (1979)
- Les bronzés font du ski, regia di Patrice Leconte (1979)
- Les héros n'ont pas froid aux oreilles, regia di Charles Nemes (1979)
- Le coup de sirocco, regia di Alexandre Arcady (1979)
- Viens chez moi, j'habite chez une copine, regia di Patrice Leconte (1981)
- Les babas cool, regia di François Leterrier (1981)
- On n'est pas des anges... elles non plus, regia di Michel Lang (1981)
- Fais gaffe à la gaffe!, regia di Paul Boujenah (1981)
- L'année prochaine... si tout va bien, regia di Jean-Loup Hubert (1981)
- Le père Noël est une ordure, regia di Jean-Marie Poiré (1982)
- Tranches de vie, regia di François Leterrier (1985)
- L'amour en douce, regia di Édouard Molinaro (1985)
- La gitane, regia di Philippe de Broca (1986)
- Cross, regia di Philippe Setbon (1987)
- Mes meilleurs copains, regia di Jean-Marie Poiré (1989)
- I visitatori (Les visiteurs), regia di Jean-Marie Poiré (1993)
- La vengeance d'une blonde, regia di Jeannot Szwarc (1994)
- Il sosia (Grosse Fatigue), regia di Michel Blanc (1994)
- Les soeurs Soleil, regia di Jeannot Szwarc (1997)
- I visitatori 2 - Ritorno al passato (Les Couloirs du temps: Les visiteurs 2), regia di Jean-Marie Poiré (1998)
- Les bronzés 3: amis pour la vie, regia di Patrice Leconte (2006)
- La Fille du puisatier, regia di Daniel Auteuil (2011)
- Marius, regia di Daniel Auteuil (2013)
- Fanny, regia di Daniel Auteuil (2013)
- I visitatori 3 - Liberté, egalité, fraternité (Les Visiteurs : La Révolution), regia di Jean-Marie Poiré (2016)
- Ma famille t'adore déjà, regia di Jérôme Commandeur e Alan Corno (2016)
- Separati ma non troppo (Sous le même toit), regia di Dominique Farrugia (2017)

### Televisione
- Les héritiers (1978)
- Caméra une première (1979, 1981)
- Le petit théâtre d'Antenne 2 (1983)
- Le père Noël est une ordure, regia di Philippe Galland (1985)
- Palace (1988)
- Fantômes sur l'oreiller, regia di Pierre Mondy (1989)
- Si Guitry m'était conté (1989)
- Vacances au purgatoire, regia di Marc Simenon (1992)
- L'emmerdeuse (2001)
- Patron sur mesure, regia di Stéphane Clavier (2002)
- L'emmerdeuse: Les caprices de l'amour, regia di Michaël Perrotta (2003)
- Le malade imaginaire, regia di Christian de Chalonge (2008)
- Les Edelweiss (2010-2011)
- Brassens, la mauvaise réputation, regia di Gérard Marx (2011)
- Scènes de ménage (2013)
- Deutsch-les-Landes (2018)

## Doppiaggio
- Asterix e la grande guerra (Astérix et le coup du menhir), regia di Philippe Grimond (1989) - Bonnemine